# Pedro Páez de Monzón
Pedro Páez de Monzón (Madrid, 1619-Madrid 1663) fue un general español.

## Biografía
Pasó a la América española, en donde ocupó los cargos de capitán, alcalde mayor y teniente de capitán general de la ciudad de Santa Fe, en el Guanajuato; fue además tercero de la Casa de la Moneda de la Ciudad de México y administrador de los Reales Azogues; en este último empleo dio pruebas de su honradez, pues durante su administración llegaron a España más riquezas que en tiempo de sus antecesores en aquel cargo.
Regresó Páez de Monzón a España en 1662 y en premio a sus servicios se le concedió el hábito de Santiago.
- Datos: Q5561309

- El contenido de este artículo incorpora material del tomo 40 de la Enciclopedia Universal Ilustrada Europeo-Americana (Espasa), cuya publicación fue anterior a 1945, por lo que se encuentra en el dominio público.